# 磺胺硫脲
磺胺硫脲是一种磺胺类药物，其INN名称是“Sulfathiourea”。该药物可用于治疗由细菌感染引发的疾病。该药物在血液中的半衰期尚不明确。该药物分子是经将硫脲中的一个氢原子取代为磺胺基团而成。该药物除抗菌外，也能起到抑制二氢蝶酸合成酶（EC 2.5.1.15）的作用。